# Denis Badault
Denis Badault, né le 24 mai 1958 à Versailles et mort le 24 juillet 2023 à Montpellier, est un pianiste, chef d'orchestre et compositeur français.
Il se qualifie de pianiste, chef d'orchestre, compositeur, chef de « chantiers » et « transmissionneur »[réf. souhaitée]. Il a suivi suivi l’enseignement du Conservatoire national supérieur de musique et de danse de Paris.

## Biographie
En tant que pianiste et chef d’orchestre, Denis Badault dirige l’Orchestre national de jazz (ONJ, 1991-1994), crée la Bande à Badault (1982-1989), ainsi que des petites formations : Trio Bado (cd Yolk, 2001) ou le quartet H3B avec Régis Huby (violon), Laurent Blondiau puis Tom Arthurs (trompette) et Sébastien Boisseau (contrebasse).Il compose la presque totalité des répertoires de ces différents orchestres  et répond à de nombreuses commandes ; le " chef de chantiers " œuvre à la réalisation de projets où « tout et tous se mêlent et se mélangent : création, diffusion, formation, professionnels, amateurs, jazz, classiques, technoraprockoccitaniques » ; quant à son rôle de « transmissionneur », Denis Badault le définit ainsi : « jouer, composer, enseigner, diffuser les disques, quatre aspects de la transmission d’une expression artistique vers son public ». Il est en " compagnonnage " avec la Scène nationale de Sète pour quatre saisons (jusqu'en 2012).
Dans ce soucis de transmission, Denis Badault anime de nombreux cours et atelier, notamment une classe d'improvisation au conservatoire à rayonnement régional de Toulouse ainsi que des stages sur « improvisation et interprétation », à la fin de sa vie il donne régulièrement des stages à l'école Music'Halle de Toulouse, et dirige la troisième session de l'Orchestre des Jeunes de l'ONJ (en 2022).

## Enregistrements
- 1986 : Et voilà !, en trio avec François Verly et Yves Torchinsky
- 1986 : ONJ 86[4], sous la direction de François Jeanneau (Label Bleu)
- 1986 : Concert Berlin 86[5] avec ONJ
- 1987 : Xavier Cobo Quintet
- 1987 : En vacances au soleil, avec La Bande à Badault (en public) (Label Bleu)
- 1990 : Rendez-vous, avec Sellam/Renne Quartet (Caravan)
- 1991 : Rominus, avec le Alain Brunet Quartet (Label Bleu)
- 1992 : À plus tard[6], avec l'ONJ Badault (Label Bleu)
- 1993 : Monk, Mingus, Ellington[7], avec l'ONJ Badault
- 1993 : Because forever, avec le Badault/Spang-Hanssen Quartet (Blue Line)
- 1994 : Bouquet final[8], avec l'ONJ Badault (en public) (Label Bleu)
- 1995 : Ekwata, en duo avec Simon Spang-Hanssen
- 2001 : Trio Bado : Live
- 2010 : H3B, avec  Régis Huby, Tom Arthurs, Sébastien Boisseau (Abalone Productions)
- 2013 : H3B : Songs no Songs, avec  Régis Huby, Tom Arthurs, Sébastien Boisseau (Abalone Productions)
- 2014 : L'Évidence des contrastes, en duo avec Éric Lareine (L'autre distribution)
- 2017 : Méloditions, en duo avec Éric Lareine (L'autre distribution)
- 2020 : RHIZOMES[9] avec Antoinette Trio (Compagnie Trois Fois Deux Plus Un[10])
- 2021 : SOMEWHERE OVER THE RAINBOW[11] concert de 2021 à "L'Arrosoir" à Chalon-sur-Saône, chez Yolk Records

## Reprises hommages
- 2016 : A PLus Tard[12] Hommage de Concert anniversaire ONJ 30 ans[13]